# Maurice Bayenet
Maurice Bayenet (Thy-le-Château, 20 november 1946) was een Belgisch lid van het Waals Parlement.

## Levensloop
In 1976 werd hij voor de PS gemeenteraadslid van Dinant en was er van 1989 tot 2000 schepen van Economie. In 2006 stopte hij als gemeenteraadslid.
Hij werd in 1991 de voorzitter van de busmaatschappij TEC Namur-Luxembourg en was tevens voorzitter van het Huis van het Laïcisme in Dinant. Ook was hij leerkracht wiskunde en de voorzitter van de Dinantse PS-afdeling.
Voor de PS zetelde hij van 1988 tot 1994 als gecoöpteerd senator in de Belgische Senaat. In februari 1994 stopte hij als senator om kabinetsattaché te worden bij minister-president van de Franse Gemeenschapsregering Laurette Onkelinx en in november 1994 volgde hij Valmy Féaux op als voorzitter van de Waalse federaties van de PS. In maart 1995 werd hij voor korte tijd opnieuw lid van de Senaat, ditmaal als rechtstreeks gekozen senator voor het arrondissement Namen-Dinant-Philippeville ter opvolging van Robert Belot. Ook werd hij vicevoorzitter van de PS.
Bij de eerste gewestverkiezingen van 1995 koos Bayenet voor het Waals Parlement en het Parlement van de Franse Gemeenschap en bleef er zetelen tot in 2009. In het Waals Parlement was hij van 1995 tot 2009 tevens fractievoorzitter van zijn partij. In 2009 verliet hij de politiek en in 2011 stopte hij ook als voorzitter van TEC Namur-Luxembourg.